# Västersidan
Västersidan är en småort sydost om Stöcksjön och sydväst om tätorten Umeå i Umeå kommun. Mellan 2015 och 2020 samt från 2023 avgränsade SCB här en småort. Vid avgränsningen 2020 klassades bebyggelsen som sammanväxt och del av tätorten Stöcke. 